# Trichosanthes pilosa
Trichosanthes pilosa là một loài thực vật có hoa trong họ Cucurbitaceae. Loài này được João de Loureiro miêu tả khoa học đầu tiên năm 1790.
Các tên gọi trong tiếng Việt của nó là qua lâu trứng, hoa bát, qua lâu Pierre.